# 彭啟超
彭啟超（1914年—1982年），湖北黄陂人，號冠軍。
黃埔軍校武漢分校第七期炮科、南京湯山陸軍砲兵學校第二期、陸軍大學將軍班第四期畢業。歷任國軍第62師上尉參謀、砲兵排長、砲兵上尉連副長、砲兵少校連長、中央陸軍軍官學校桂林分校兵器教官、陸軍總司令部砲兵指揮部上校組長。
二二八事件時任台灣警備要塞司令部上校總台長、後任青年軍205師參謀長、台灣警備總司令部副官處長、東南軍政長官公署少將防空處長等職。1957年任27師少將師長。 1959年任第一軍少將副軍長。 1962年任馬祖守備區中將指揮官。 1965年8月任第一軍團中將副司令。